# Jenő László

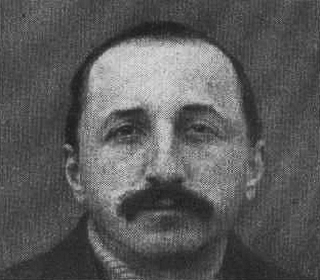
Jenő László

Jenő László (eigentlich Löwy; * 5. März 1878 in Szatmárnémeti; †  29. Dezember 1919  in Budapest) war ein ungarischer Anwalt, Revolutionär und Politiker.

## Leben
László schloss sich 1907 dem linken Flügel um Gyula Alpári der Sozialdemokratischen Partei Ungarns (Magyarországi Szociáldemokrata Párt, MSZDP) an. In Artikeln der sozialdemokratischen Zeitung Népszava (dt. „Volksstimme“) griff László immer wieder die monarchistische Verwaltung an. Er arbeitete als Rechtsanwalt für die Metallarbeitergewerkschaft.
Im Oktober 1918 nahm er aktiv an der Asternrevolution teil. László gehörte zu den Organisatoren der Kommunistischen Partei Ungarns (Kommunisták Magyarországi Pártja, KMP) und war ein Mitglied des ZK seit ihrer Gründung im November 1918. Er und weitere Führer der Partei wurden im Februar 1919 verhaftet. László war der politische Kommissar des Revolutionären Gerichtshofes der Ungarischen Räterepublik (21. März – 1. August 1919).
Nachdem Horthys Truppen am 16. November 1919 in Budapest einmarschiert waren, wurde László festgenommen, wochenlang gefoltert und schließlich hingerichtet.